# Томиока (город)
Томио́ка (яп. 富岡市 Томиока-си) — город в Японии, находящийся в префектуре Гумма. Площадь города составляет 122,90 км², население — 51 056 человек (1 июля 2014), плотность населения — 415,43 чел./км².
Основная достопримечательность — шёлкоткацкое производство XIX века — признано памятником Всемирного наследия.

## Географическое положение
Город расположен на острове Хонсю в префектуре Гумма региона Канто. С ним граничат города Такасаки, Аннака и посёлки Симонита, Канра.

## Население
Население города составляет 51 056 человек (1 июля 2014), а плотность — 415,43 чел./км². Изменение численности населения с 1980 по 2005 годы:
| 1980 | 53 200 чел. |  |
| 1985 | 53 768 чел. |  |
| 1990 | 54 259 чел. |  |
| 1995 | 54 435 чел. |  |
| 2000 | 54 401 чел. |  |
| 2005 | 53 765 чел. |  |

## Символика
Деревом города считается клён, цветком — цветок сакуры, птицей — Cettia diphone.